# Luke Witte
Luther E. "Luke" Witte (nacido el 19 de octubre de 1950 en Filadelfia, Pensilvania) es un exjugador de baloncesto estadounidense que jugó tres temporadas de la NBA. Con 2,13 metros de estatura, lo hacía en la posición de pívot.

## Trayectoria deportiva

### Universidad
Jugó durante cuatro temporadas con los Buckeyes de la Universidad Estatal de Ohio, en las que promedió 16,3 puntos y 11,2 rebotes por partido. en 1971 fue incluido en el mejor quinteto de la Big Ten Conference tras liderar la competición en rebotes, con 12,6 por partido, y al año siguiente fue incluido en el segundo mejor quinteto.

### Profesional
Fue elegido en la quincuagésimo séptima posición del Draft de la NBA de 1973 por Cleveland Cavaliers, y también por los San Antonio Spurs en la quinta ronda del Draft de la ABA, fichando por los primeros. Jugó tres temporadas como suplente de Steve Patterson primero y de Jim Chones después, siendo la más destacada la primera, en la que promedió 4,5 puntos y 4,0 rebotes por partido.

## Estadísticas de su carrera en la NBA

### Temporada regular
| Temporada | Edad | Equipo              | Liga | Pos. | P   | TIT | MIN  | TC  | TCA | %TC  | 3P | 3PA | %3P | 2P  | 2PA | %2P  | TL  | TLA | %TL  | R.OF. | R.DEF. | REB | ASIS | ROB | TAP | PER | FP  | PTS |
| 1973-74   | 23   | Cleveland Cavaliers | NBA  | C    | 57  |     | 12.8 | 1.8 | 4.3 | .432 |    |     |     | 1.8 | 4.3 | .432 | 0.8 | 1.1 | .742 | 1.4   | 2.6    | 4.0 | 0.7  | 0.1 | 0.4 |     | 1.6 | 4.5 |
| 1974-75   | 24   | Cleveland Cavaliers | NBA  | C    | 39  |     | 6.9  | 0.8 | 2.5 | .344 |    |     |     | 0.8 | 2.5 | .344 | 0.5 | 0.8 | .613 | 1.0   | 1.4    | 2.4 | 0.4  | 0.1 | 0.6 |     | 1.1 | 2.2 |
| 1975-76   | 25   | Cleveland Cavaliers | NBA  | C    | 22  |     | 4.5  | 0.5 | 1.5 | .344 |    |     |     | 0.5 | 1.5 | .344 | 0.4 | 0.7 | .600 | 0.4   | 1.3    | 1.7 | 0.2  | 0.0 | 0.0 |     | 0.6 | 1.4 |
| Total     |      |                     | NBA  |      | 118 |     | 9.3  | 1.3 | 3.1 | .402 |    |     |     | 1.3 | 3.1 | .402 | 0.6 | 0.9 | .685 | 1.1   | 1.9    | 3.0 | 0.5  | 0.1 | 0.4 |     | 1.2 | 3.2 |

### Playoffs
| Temporada | Edad | Equipo              | Liga | Pos. | P | TIT | MIN | TC  | TCA | %TC  | 3P | 3PA | %3P | 2P  | 2PA | %2P  | TL  | TLA | %TL   | R.OF. | R.DEF. | REB | ASIS | ROB | TAP | PER | FP  | PTS |
| 1975-76   | 25   | Cleveland Cavaliers | NBA  | C    | 7 |     | 4.0 | 0.9 | 1.6 | .545 |    |     |     | 0.9 | 1.6 | .545 | 0.6 | 0.6 | 1.000 | 0.6   | 0.7    | 1.3 | 0.6  | 0.0 | 0.0 |     | 0.6 | 2.3 |
| Total     |      |                     | NBA  |      | 7 |     | 4.0 | 0.9 | 1.6 | .545 |    |     |     | 0.9 | 1.6 | .545 | 0.6 | 0.6 | 1.000 | 0.6   | 0.7    | 1.3 | 0.6  | 0.0 | 0.0 |     | 0.6 | 2.3 |